# Hydaticus bipunctatus
Hydaticus bipunctatus är en skalbaggsart som beskrevs av Wehncke 1876. Hydaticus bipunctatus ingår i släktet Hydaticus och familjen dykare.

## Underarter
Arten delas in i följande underarter:
- H. b. conjungens
- H. b. bipunctatus